# ای‌آرای اچ‌اس‌اس
ای‌آرای اچ‌اس‌اس (ERA HSS) خودرویی است.طراحی آن خودروهای موتور وسط عقب-محور عقب بوده طول آن در حالت طبیعی ۳٫۵۰ متر (۱۳۷٫۸ اینچ) و  وزن آن در حالت طبیعی ۴۶۰ کیلوگرم (۱٬۰۱۴ پوند)  است. 
موتور آن ۱۸۰۰ سی‌سی  است.